# Fiederhof
Fiederhof ist ein in der Oberpfalz gelegener Weiler, der ein Gemeindeteil von Amberg ist.

## Lage
Der Ort befindet sich in der Region Oberpfälzer Jura und liegt in der nach Karmensölden benannten Gemarkung. Fiederhof selbst ist einer von 23 Ortsteilen der kreisfreien Stadt Amberg. Die Ortsmitte der Kernstadt liegt vier Kilometer entfernt und Sulzbach-Rosenberg sieben Kilometer.

## Verkehr
Die Bundesstraße 85 verläuft nordöstlich des Ortes und eine direkte Zufahrt ist etwa 300 Meter von Fiederhof aus möglich.

## Kultur und Sehenswürdigkeiten

### Bauwerke
Am südlichen Ortsrand von Fiederhof gibt es mit der Dorfkapelle des Weilers ein denkmalgeschütztes Bauwerk.